# Campanula romanica
Campanula romanica är en klockväxtart som beskrevs av Savul. Campanula romanica ingår i släktet blåklockor, och familjen klockväxter. Inga underarter finns listade i Catalogue of Life.